# スピロ・アグニュー
スピロ・セオドア・アグニュー（英語: Spiro Theodore Agnew, 1918年11月9日 - 1996年9月17日）はアメリカ合衆国の政治家。3代目ボルチモア郡長、55代目メリーランド州知事、リチャード・ニクソン政権で39代目副大統領を歴任した。

## 生涯
1918年11月9日にメリーランド州ボルチモアで誕生する。父親のセオドア・スピロス・アグニューはギリシャ移民で、母親のマーガレット（カーター）エカーズはバージニア州出身であった。母親のエカーズは未亡人であり、2人の連れ子を伴ってセオドアと再婚した。
アグニューは、ボルチモアのフォレストパーク・シニア高校に通い、1937年にジョンズ・ホプキンズ大学に入学した。大学では化学を3年間学び、その後アメリカ陸軍に入隊、第二次世界大戦ではヨーロッパ戦線に従軍した。彼はフランスおよびドイツでの功績でブロンズスターメダルを受章している。
ヨーロッパに向けて出発する前に、アグニューは保険会社に勤務していたエリノア・ジュドファインドと1942年5月27日に結婚した。2人はパメラ、ジェームズ・ランド、スーザン、キンバリーの4人の子供をもうけた。
復員したアグニューはボルチモア大学ロー・スクールで法律を学んだ。夜間に勉学に勤しみ、昼は食料品店の店員や、保険勧誘員として働いた。1947年に学位を受け、弁護士を開業するため郊外に移り住む。1949年6月、メリーランド州司法試験に合格、法廷弁護士の資格を得る。その後ボルチモア郡郡長を経て、1967年からメリーランド州知事を1期務めた。

## ニクソン政権の副大統領
1969年1月20日、リチャード・ニクソン大統領の下で第39代アメリカ合衆国副大統領に就任した。在任中、アグニューはベトナム戦争への反戦運動やリベラル派を「nattering nabobs of negativism（否定主義の口やかましい人々）」などの頭韻を踏んだ修辞で激しく非難し、保守派の強い支持を得た。
ニューオーリンズではアグニューは、デモ参加者による暴力を容認するリベラルなエリートを非難した。
一方で、正副大統領改選の年である1972年の初めより、アグニューが郡長および州知事時代に受注者から金品を受け取っていた疑いが浮上し、ボルチモアを管轄する連邦地方検察が捜査に入る。
1973年夏、メリーランド州知事在任中の恐喝、贈収賄、所得税法違反の疑惑で連邦検察の調査を受けた。アグニューは当初、容疑を否認し、在任副大統領は弾劾以外で罷免されないと主張したが、ウォーターゲート事件で弾劾の危機に瀕していたニクソン政権は、大統領継承順位からアグニューを外すことを模索したのである。
司法取引の結果、1973年10月10日に副大統領を辞任し、同日ボルチモア連邦地方裁判所で1967年に受領した29,500ドルの所得申告漏れについて不抗争の申し立て（nolo contendere）を表明した。これにより1万ドルの罰金と3年間の執行猶予判決を受けた。翌1974年、メリーランド州最高裁判所により法曹資格を剥奪された。その後は公的な活動を控え、外国企業へのビジネスコンサルタントとして過ごしたのである。
この件はウォーターゲート事件捜査のさなかであったが、アグニュー辞任から10日後の10月20日に所謂「土曜日の夜の虐殺」が起こったことも重なり、ニクソン政権は追い込まれることとなる。
なお後任の副大統領はニクソンによって、共和党下院院内総務だったジェラルド・R・フォードが指名され、11月27日に上院で承認12月6日に下院で承認されて正式に就任した。
副大統領辞任後の1974年、アグニューは倫理欠如という理由で法曹資格剥奪の裁判所命令を受ける。1981年には、アグニューが受け取ったとするリベートを州に返納せよという民間人が起こした訴訟が原告勝訴となり、利子込みの約25万ドルを州に支払うこととなった。この判決では、リベートの授受は副大統領在任時まで続いていたと認定されている。
1996年に77歳で死去した。